# Troides minos
Troides minos là bướm thuộc họ Papilionidae. Đây là loài đặc hữu của bán đảo Ấn Độ. Với sải cánh 140–190 mm, nó là con bướm lớn nhất của Ấn Độ, được tìm thấy ở miền nam Ấn Độ.